# Eriogonum truncatum
Eriogonum truncatum är en slideväxtart som beskrevs av Asa Gray. Eriogonum truncatum ingår i släktet Eriogonum och familjen slideväxter. Inga underarter finns listade i Catalogue of Life.